# Archivnachrichten aus Hessen
Die Archivnachrichten aus Hessen sind die zentrale Fachzeitschrift der hessischen Archive. Sie werden herausgegeben vom Hessischen Landesarchiv in Zusammenarbeit mit dem Verband deutscher Archivarinnen und Archivare e. V. / Landesverband Hessen (VdA) und dem Verband hessischer Kommunalarchivarinnen und Kommunalarchivare (VhK). Die Archivnachrichten sind das Nachfolgeorgan der Mitteilungen aus den hessischen Staatsarchiven, die von 1975 bis 1995 erschienen sind, und sind kostenlos erhältlich.
Nach einer sechsjährigen Unterbrechung erscheinen sie seit 2001 regelmäßig: zunächst einmal, später zweimal jährlich. Richteten sich die Auflagen bis 1995 vornehmlich an Behörden- und Archivmitarbeiter, ist seither eine breite Öffentlichkeit das Zielpublikum. 2015 erfolgte eine grundlegende Überarbeitung des Layouts. Ab Ende 2015 werden die Archivnachrichten aus Hessen durch den Online-Newsletter HessenArchiv aktuell ergänzt, der über die Homepage des Hessischen Landesarchivs abonniert werden kann.
Sitz der Redaktion der Archivnachrichten lag beim zunächst beim Hessischen Hauptstaatsarchiv in Wiesbaden, mittlerweile aber im Präsidialbüro des Hessischen Landesarchivs.
Auf ca. 80 bis 100 Seiten erhält der Leser Informationen zu landeshistorischen und archivwissenschaftlichen Themenbereichen. Auch wird er über Aktuelles aus der hessischen Archivlandschaft informiert.

## Redaktion
- 2001–2014: Christiane Heinemann
- 2015–2022: Rouven Pons
- 2023: David Gniffke (kommissarisch)
- ab 2023: Jan-Hendrik Evers